# Jean Serres
Jean Joseph Serres, né le 13 décembre 1762 à La Roche-des-Arnauds (province du Dauphiné, actuel département des Hautes-Alpes), mort le 5 août 1831 dans la même ville, est un homme politique de la Révolution française, élu député à la Convention nationale et au Conseil des Cinq-Cents. 
Il ne saurait être confondu avec son collègue et homonyme Jean-Jacques Serres, député de l'Île-de-France (Maurice). 

## Biographie
Fils de Jacques Serres et de Thérèse Delrose, il sert du 15 avril 1780 au 19 mars 1785, comme soldat, puis comme caporal, dans le corps royal d'infanterie de marine.

### Mandat à la Convention
En septembre 1792, Jean Joseph Serres, alors capitaine au 2e bataillon de volontaires des Hautes-Alpes, est élu député du département des Hautes-Alpes, le quatrième sur cinq, à la Convention nationale. 
Il siège sur les bancs de la Gironde. Lors du procès de Louis XVI, il vote « la détention, et le bannissement à la paix », et se prononce en faveur de l'appel au peuple et du sursis à l'exécution. En avril 1793, il vote en faveur de la mise en accusation de Jean-Paul Marat : « comme j'ai la conviction physique et morale des délits qu'on impute à Marat, je réponds oui ». Celui-ci le dénonce, un mois plus tard dans son journal, comme membre de la « faction des hommes d’État ». En mai, il vote en faveur du rétablissement de la Commission des Douze. 
En octobre 1793, après le rapport de Jean-Pierre-André Amar, membre du Comité de sûreté générale, Jean Joseph Serres est décrété d'arrestation pour avoir signé la protestation contre les journées du 31 mai et du 2 juin. Lui et les autres protestataires sont libérés et réintégrés à la Convention le 18 frimaire an III (8 décembre 1794). 

### Du Directoire à la monarchie de Juillet
Réélu, le 23 vendémiaire an IV, député des Hautes-Alpes au Conseil des Cinq-cents, à la pluralité des voix, il soutient la réaction dominante et quitte le Conseil en l'an VII. Serres est nommé, le 14 vendémiaire an XII, conseiller de préfecture des Hautes-Alpes. Il occupe cette fonction jusqu'au 6 septembre 1814, et se rallie à la Restauration qui l'envoie, le 22 août 1814, sous-préfet à Gap. Destitué aux Cent-jours, il est arrêté chez lui, dans la nuit du 10 au 11 avril 1815, par seize gendarmes ; conduit à Mont-Dauphin, il fut remis en liberté le lendemain par le lieutenant de l'armée royale du Midi, et est de nouveau arrêté le 5 juillet suivant, par ordre du préfet impérial, comme « extrêmement dangereux ». Le gouvernement royal le fait remettre en liberté le 17, et il est nommé, le même jour, préfet provisoire des Hautes-Alpes. Appelé, le 20 janvier 1816, à la sous-préfecture d'Embrun, il remplit ces fonctions jusqu'au 11 septembre 1830, date à laquelle il est remplacé. On lui accorde, le mois suivant, une pension de retraite de 1 190 francs.

## Mandats
- 04/09/1792 - 26/10/1795 : Hautes-Alpes - Girondins
- 15/10/1795 - 01/01/1799 : Hautes-Alpes - Majorité

## Publications
- Convention nationale. Opinion de Joseph Serre, etc. sur les subsistances... Paris : Impr. nationale, 1792. In-8°, 23 p.
- Convention nationale. Quelques vérités à la Convention nationale sur la prétendue discussion des bases constitutionnelles, par Joseph Serres, etc. prononcées dans la séance du... 8 mai... (Paris,) : Impr. nationale, (1793). In-8°, 6 p.
- Je vous prie de lire jusqu'au bout. Quelques réflexions sur l'instruction publique. (Paris,) : Impr. nationale, (s. d.,). In-8°, Pièce
- Convention nationale. Joseph Serre, sur la question suivante : la mort de Louis intéresse-t-elle le salut de la République ? Ou plutôt, entre les dangers où nous expose son existence ou sa mort, quel est le moindre ? Prononcée dans la séance du 27 décembre 1792, l'an premier de la République. Imprimé par ordre de la Convention nationale. (A Paris, de l'Imprimerie nationale [1792]). In-8, 12 p.
- Mémoire sur la suppression des jachères et sur le meilleur mode d'assolement à introduire dans les Hautes-Alpes, par M. Serres, etc. Gap : Impr. de J. Allier, an XIII (1805). In-8°, 56 p.
- Convention nationale. Opinion de Joseph Serre, député des Hautes-Alpes, contre l'inviolabilité du Roi. ([Paris.] De l'Imprimerie nationale [1792].).In-8,  10 p.